# Sistema neuroinmune
El sistema neuroinmune es un sistema de estructuras y procesos que implican interacciones bioquímicas y electrofisiológicas entre el sistema nervioso y el sistema inmunitario, los cuales protegen a las neuronas de agentes patógenos. Sirviendo como sus defensores contra las enfermedades, con ayuda del mantenimiento de barreras selectivamente permeables (ej. la barrera hematoencefálica y la barrera cerebroespinal hematoencefálica), que median la neuroinflamación y la cicatrización en neuronas dañadas, aunado a que movilizan las defensas del huésped contra los patógenos.
El sistema neuroinmune y el sistema inmunitario periférico son estructuralmente distintos, sus diferencias radican en que el sistema neuroinmune está compuesto principalmente por células gliales y de entre todas las células hematopoyéticas del sistema inmunitario, sólo los mastocitos están normalmente presentes en el sistema neuroinmune. Sin embargo, durante una respuesta neuroinmune, ciertas células inmunitarias periféricas son capaces de atravesar la barrera hematoencefálica para responder contra los patógenos que entran al cerebro. Por ejemplo, hay evidencia de que tras una lesión, los macrófagos y las células T del sistema inmunitario migran a la médula espinal; también ha sido documentado que las células inmunitarias, relacionadas con el sistema del complemento, se producen directamente en el sistema nervioso central.

## Estructura
Los componentes clave del sistema neuroinmunitario son las células gliales, incluidos los astrocitos, la microglía y los oligodendrocitos. A diferencia de otras células hematopoyéticas del sistema inmunitario periférico, los mastocitos se encuentran de forma natural en el cerebro donde median las interacciones entre los microorganismos intestinales, el sistema inumunitario y el sistema nervioso central como parte del eje intestino-cerebro.
Los receptores acoplados a proteínas G, que están presentes tanto en el SNC como en los tipos de células inmunitarias, son responsables de un proceso de señalización neuroinmune que comprenden:
- Receptores de quimiocinas: CXCR4
- Receptores cannabinoides: CB1, CB2, GPR55
- Receptores asociados a las aminas traza: TAAR1
- Receptor opioide μ – todos los subtipos

La neuroinmunidad también está regulada por el sistema nervioso entérico, es decir, por las interacciones entre las neuronas entéricas y las células gliales. Éstas interactúan con las células enteroendócrinas y los macrófagos locales, detectando señales procedentes del tracto gastrointestinal, incluidas las de la microbiota. Estos indicios provocan respuestas inmunitarias locales y se transmiten al SNC a través de vías humorales y neuronales. Las interleucinas-17 y las señales de las células inmunitarias pueden acceder al hipotálamo por medio de la unidad neurovascular o de los órganos neurohemáticos.

## Fisiología celular
El estudio del sistema neuroinmune implica comprender la interacción entre el sistema nervioso y el sistema inmunitario, así como los efectos reguladores cruzados en sus funciones. Las citoquinas, que regulan las respuestas inmunitarias, podrían influir en el sistema nervioso central mediante la activación del eje hipotálamo-hipofisario-suprarrenal (HHS).[se necesita cita médica] Sumado a ello, se han implicado a las citoquinas en la coordinación entre los sistemas nervioso e inmunitario, [11] así como, se han registrado casos de unión de citoquinas a receptores neuronales: entre la citoquina liberadora de células inmunitarias IL-1 β y el receptor neuronal IL-1R. Esta unión desencadena impulsos eléctricos que generan la sensación de dolor,además, hay una creciente evidencia que sugiere la participación de las células T autoinmunes en la neurogénesis. Los estudios han revelado que, durante los períodos de respuesta del sistema inmunitario adaptativo, la creación de las neuronas en el hipocampo aumenta, y a la inversa, se ha encontrado que tanto las células T autoinmunes como la microglía, desempeñan un papel importante en la misma en adultos sanos, lo que cuenta con implicaciones significativas para la memoria y el aprendizaje.
El sistema neuroinmune utiliza procesos complementarios tanto de neuronas sensoriales como de células inmunitarias para detectar y responder a estímulos nocivos o dañinos. Como muestra, las bacterias invasoras pueden activar simultáneamente inflamasomas, que procesan interleucinas (IL-1 β), y despolarizar neuronas sensoriales mediante la secreción de hemolisinas. Las hemolisinas crean poros que provocan una liberación despolarizante de iones de potasio desde el interior de la célula eucariota y un flujo de iones de calcio. Juntas ambas bacterias, resultan en un potencial de acción en las neuronas sensoriales y la activación de inflamasomas.
La respuesta neuroinmune también se desencadena por lesiones y necrosis. La liberación de adenosín trifosfato (ATP) de las células dañadas, se une y activa tanto en los receptores P2X7 de los macrófagos en el sistema inmunológico (como en los receptores P2X3 de los nociceptores del sistema nervioso) provocando una respuesta combinada tanto de un potencial de acción resultante, debido a la despolarización creada por el flujo de calcio y los iones de potasio, como por la activación de inflamasomas. El potencial de acción derivado también es responsable de la sensación de dolor, por lo que el sistema inmunitario produce IL-1 β como resultado de la unión del receptor P2X7 del ATP.
Aunque la inflamación suele considerarse una respuesta inmunitaria, en realidad implica una orquestación de mecanismos neuronales dentro del proceso inflamatorio del sistema inmunitario. Después de una lesión o infección, hay una cascada inflamatoria como la secreción de citoquinas y quimiocinas que se acoplan con la secreción de neuropéptidos (como la sustancia P) y neurotransmisores (como la serotonina). En conjunto, esta respuesta neuroinmune acoplada tiene un efecto amplificador en la inflamación.

## Reacciones neuroinmunes

### Interacción de la célula glial

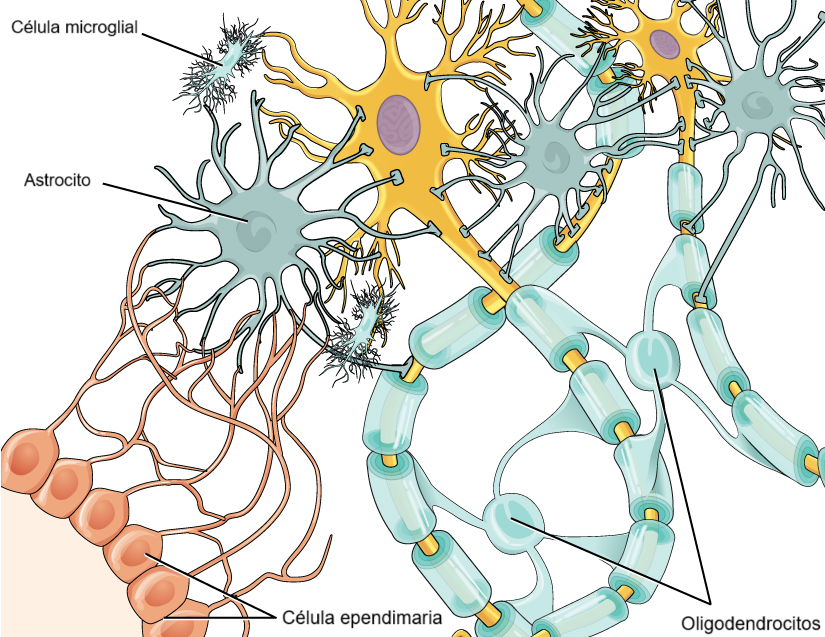
Diferentes tipos de células gliales, incluidas la microglía, la astroglía y los oligodendrocitos.

Las neuronas y las células gliales trabajan conjuntamente para combatir las lesiones y a los patógenos intrusivos. Por un lado, las quimiocinas desempeñan un papel destacado como mediadoras entre la comunicación neurona-célula glial, ya que ambas células regulan receptores de quimiocinas. Por ejemplo, la quimiocina Fractalquina/ CX3CL1 se ha implicado en la comunicación entre la microglía y el ganglio espinal ubicado en la médula espinal. Por otro lado, la fractalquina se ha asociado con la hipersensibilidad al dolor cuando se inyecta in vivo y se ha descubierto que ajusta el aumento de las moléculas mediadoras de la inflamación. En adición, las células gliales pueden reconocer eficazmente patógenos tanto en el sistema nervioso central como en los tejidos periféricos. Cuando las células gliales reconocen patógenos extraños mediante el uso de la señalización de citoquinas y quimioquinas, son capaces de transmitir esta información al SNC, dando como resultado un aumento de los síntomas depresivos. No obstante, la activación crónica de las células gliales provoca una enfermedad neurodegenerativa y una neuroinflamación.
Las células microgliales son uno de los tipos más importantes de células gliales del cerebro. Una de sus principales funciones es la fagocitosis, desechos celulares tras la apoptosis neuronal. Después de dicho proceso, las neuronas muertas segregan señales químicas que se unen a las células microgliales y hacen que éstas devoren los restos nocivos del tejido nervioso circundante. En añadidura, la microglía y el sistema del complemento también están asociados a la poda neuronal, ya que sus secreciones de citoquinas, factores de crecimiento y otros complementos, contribuyen a la eliminación de sinapsis obsoletas.
Los astrocitos son otro tipo de células gliales que, entre otras funciones, modulan la entrada de células inmunitarias en el SNC por medio de la barrera hematoencefálica (BHE). Además, los astrocitos liberan varias citoquinas y neurotrofinas que permiten la entrada de células inmunitarias en el SNC, estas células son reclutadas para atacar tanto a los patógenos como al tejido nervioso dañado.

### Reflejos

#### Reflejo de retirada

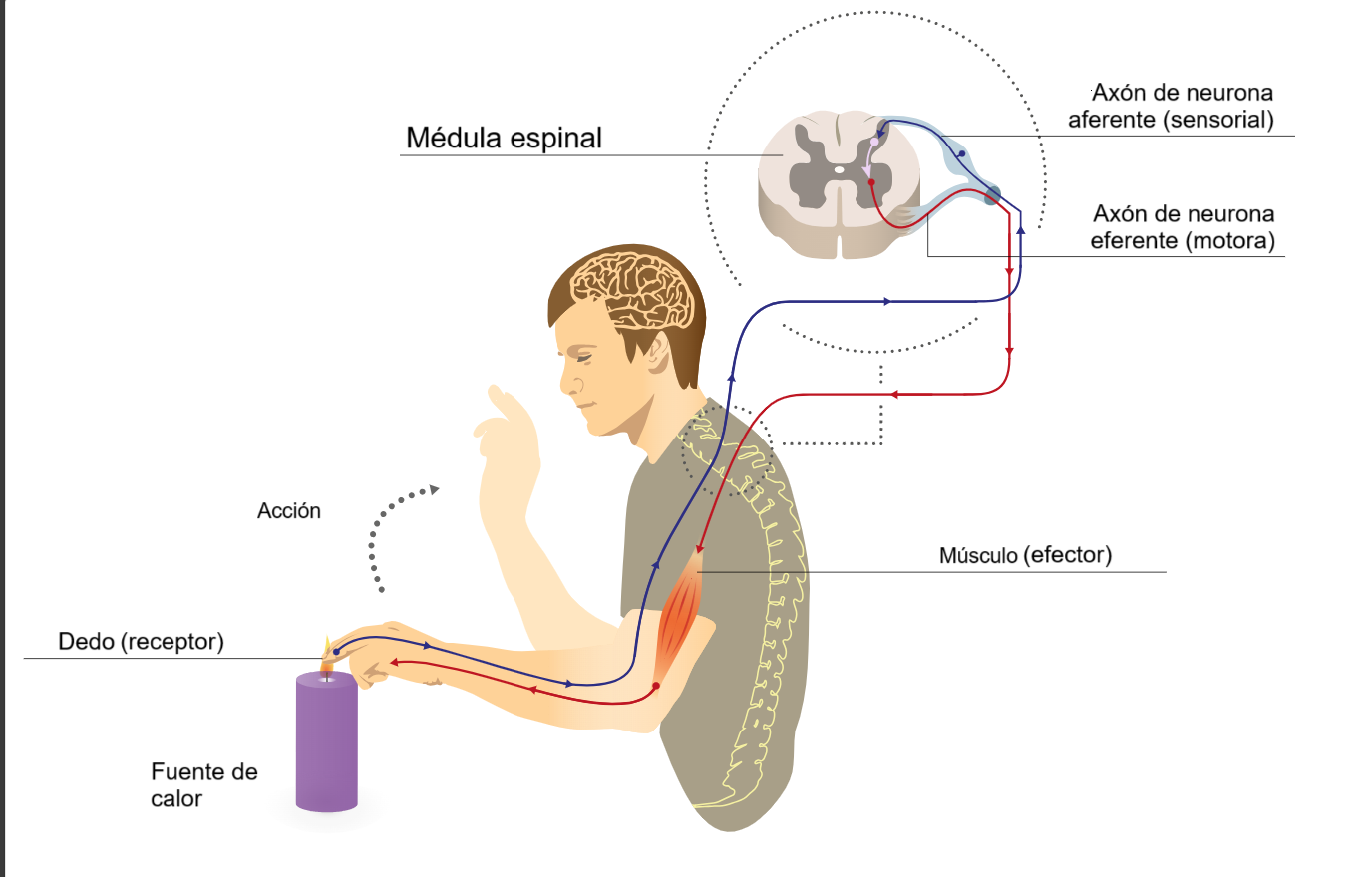
Reflejo de retirada

El reflejo de retirada es un reflejo que protege a un organismo de los estímulos nocivos. Este se produce cuando los estímulos activan nociceptores que envían un potencial de acción a los nervios de la columna vertebral, que a su vez inervan los músculos efectores y provocan una sacudida brusca para alejar al organismo de los estímulos peligrosos (señalando que el reflejo de retirada implica tanto al sistema nervioso como al inmunitario). Cuando el potencial de acción vuelve a descender por la red nerviosa espinal, otro impulso viaja hasta las neuronas sensoriales periféricas que segregan aminoácidos y neuropéptidos como el péptido relacionado con el gen de la calcitonina (CGRP) y la sustancia P. Estas sustancias químicas actúan aumentando el enrojecimiento, la hinchazón de los tejidos dañados y la adhesión de las células inmunitarias al tejido endotelial, lo que incrementa la permeabilidad de las células inmunitarias por intermedio de los capilares.

#### Reacción de reflejo a patógenos y toxinas
Las interacciones neuroinmunes igualmente se producen cuando patógenos, alérgenos o toxinas invaden un organismo. Un ejemplo de este reflejo es en el nervio vago que conecta con el intestino y las vías respiratorias, desencadenando impulsos nerviosos al tronco encefálico en respuesta a la detección de toxinas y patógenos. Este impulso eléctrico, que desciende del tronco encefálico, viaja hasta las células de la mucosa y estimula la secreción de moco; puede ocasionar la expulsión de toxinas mediante contracciones musculares que causan vómitos o diarrea.
Las conexiones neuroinmunes y el nervio vago recientemente se han destacado como esenciales para mantener la homeostasis en el contexto de nuevos virus como el SARS-CoV-2. Esto es especialmente relevante cuando se considera la función del nervio vago en la regulación de la inflamación sistémica a través de la Vía colinérgica antiinflamatoria.

#### Reacción de reflejo a parásitos
El sistema neuroinmune está involucrado en los reflejos asociados a las invasiones parasitarias de los huéspedes. Los nociceptores también están relacionados con los reflejos del organismo ante los patógenos, ya que se encuentran en lugares estratégicos, como las vías respiratorias y los tejidos intestinales, para inducir contracciones musculares que provocan prurito, vómitos y tos. Todos estos reflejos están diseñados para expulsar patógenos del organismo. Para ilustrar, el prurito está inducido por patógenos que estimulan los nociceptores de los tejidos epidérmicos. Estos agentes infecciosos, como la histamina, pueden provocar que otras células inmunitarias segreguen una mayor cantidad de patógenos en un esfuerzo por inducir más picor para así poder eliminar físicamente a los invasores parasitarios. Los parásitos intestinales y bronquiales causan la estimulación de nociceptores en los tejidos infectados mediante impulsos nerviosos originados en el tronco encefálico que inervan a sus músculos lisos respectivos provocando vómito, tos, estornudos y diarrea.
Los eosinófilos, en reacción a la capsaicina, pueden desencadenar una mayor sensibilización sensorial en la molécula. Los pacientes con tos crónica también presentan un aumento del reflejo de la tos a patógenos, incluso si el patógeno ha sido expulsado. En ambos casos, la liberación de eosinófilos y otras moléculas inmunitarias causan una hipersensibilización de las neuronas sensoriales de las vías respiratorias bronquiales que producen un aumento de los síntomas. Asimismo, se ha informado que el aumento de las secreciones de neurotrofinas, por parte de las células inmunitarias en reacción a contaminantes e irritantes, pueden reestructurar la red periférica de nervios en las vías respiratorias para permitir un estado más óptimo de las neuronas sensoriales.

## Relevancia Clínica
Se ha demostrado que el estrés psicológico prolongado podría estar relacionado con un mayor riesgo de infección por vía respiratoria viral. Diversos estudios realizados en animales indican que el estrés psicológico eleva los niveles de glucocorticoides y, a la larga, aumentan la vulnerabilidad a las infecciones cutáneas estreptocócicas.
El sistema neuroinmune desempeña un papel en la enfermedad de Alzheimer. En particular, la microglía puede fungir como protectora al promover la fagocitosis y la eliminación de los depósitos de amiloide-β (Aβ), mas se vuelve disfuncional a medida que progresa la enfermedad porque se producen neurotoxinas que dejan de limpiar los depósitos de Aβ y se fabrican citoquinas que promueven aún más la deposición de Aβ. De igual manera, se ha demostrado que, en la enfermedad de Alzheimer, el amiloide-β activa directamente la microglía y otros monocitos para producir neurotoxinas.
Incluso se han implicado a los astrocitos en la esclerosis múltiple (EM). Los astrocitos son responsables de la desmielinización y la destrucción de los oligodendrocitos que se asocian a la enfermedad. Este efecto desmielinizante es el resultado de la secreción de citoquinas y metaloproteínas de matriz (MMPs) de las células astrocitarias activadas sobre las neuronas vecinas. Por consecuencia, los astrocitos que permanecen en estado activo forman cicatrices gliales que también impiden la remielinización de las neuronas, pues son un impedimento físico para las células progenitoras de oligodendrocitos (OPC).
El sistema neuroinmune es esencial para aumentar la plasticidad tras una lesión del SNC mediante el aumento de la excitabilidad y una disminución de la inhibición, lo que conduce a la sinaptogénesis y a la reestructuración neuronal. De igual manera, puede desempeñar un factor importante en los resultados de la recuperación tras una lesión del SNC.
El sistema neuroinmune también está implicado en el asma y la tos crónica, puesto que ambos son consecuencia del estado de hipersensibilización de las neuronas sensoriales debido a la liberación de moléculas inmunitarias y mecanismos de retroalimentación positiva.
Estudios preclínicos y clínicos han demostrado que las respuestas neuroinmunes celulares (microglía o macrófagos, leucocitos, astrocitos y mastocitos, etc.) y moleculares contribuyen a la lesión cerebral secundaria tras una hemorragia intracerebral.